# Teruaki Georges Sumioka

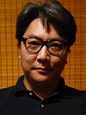
Teruaki Georges Sumioka

Teruaki Georges Sumioka (jap. 純丘 曜彰, Sumioka Teruaki; * 1962 in der Präfektur Tokio) ist ein  japanischer Philosoph, Filmwissenschaftler, Medienwissenschaftler, Autor und Schriftsteller. Er ist seit 2010 Professor an der Kunsthochschule Ōsaka (大阪芸術大学, Ōsaka Geijutsu Daigaku). Zuvor war Sumioka von 1998 bis 2018 Professor an der Tōkai-Universität sowie von 2008 bis 2009 Gastprofessor an der Johannes Gutenberg-Universität Mainz. 

## Leben und Wirken
In den 1980er Jahren studierte Sumioka Rechtsphilosophie und Ontologie, erlangte den Magistergrad in Philosophie an der Universität Tokio, den Doktor der Kunst an der Tōkyō Geijutsu Daigaku.
Von 1987 bis 1995 arbeitete er als Journalist bei TV Asahi. Danach wandte er sich neuen Dingen zu und beschäftigte sich mit Erzähltheorie und Vorstellungsgrammatik. Er erfand eigene filmwissenschaftliche Begriffe, so Diactic, T Grand Structure, Multicoverage, Spiral Up Structure, Actant und 8 Phases of Story.
Im Fall der Kyoto-Animation Brandstiftung beschrieb er die Opfer als "Drogendealer" und "verfluchte Träume".

## Schriften (Auswahl)

### Roman
- Dead Body Never Bleeds: Templar vs Hospitaler, The Investigation Report on Santa Claus' Alchemy and The Queen of Spades' Conspiracy 2009, ISBN 978-4879195968

### Fachbücher
- The Grammar of Pop TV Program 2006, ISBN 9784845906970
- We want to see Heidi! 2006, ISBN 9784384040845
- The Grammar of Entertainment Film 2005, ISBN 9784845905744
- Sparkling Film & TV Business! 2004, ISBN 9784087202595
- Logic, Behavior, Life and Management 2001, ISBN 9784486015390

### Abhandlungen (auf Englisch)
- Isagogics for Cinema-Aesthetics (2005)
- Movie Grammar & Image Technique (2004)
- The Concept of Justice (1999)
- Dogmas of Modern Philosophy (1985)

### Musical
- Castle on Fire (2003) Website zum Musical (Englisch) (Memento vom 2. August 2011 im Internet Archive)